# Phyllostachys angusta
Phyllostachys angusta är en gräsart som beskrevs av Mcclure. Phyllostachys angusta ingår i släktet Phyllostachys och familjen gräs. Inga underarter finns listade i Catalogue of Life.